# Neolythria oberthuri
Neolythria oberthuri là một loài bướm đêm trong họ Geometridae.